# Pseudobracca biplagiata
Pseudobracca biplagiata là một loài bướm đêm trong họ Geometridae.